# Cachouane
 (novembre 2023).
Si vous disposez d'ouvrages ou d'articles de référence ou si vous connaissez des sites web de qualité traitant du thème abordé ici, merci de compléter l'article en donnant les références utiles à sa vérifiabilité et en les liant à la section « Notes et références ».
Cachouane (ou Cachiouane ou Kachiouane) est un village du Sénégal situé en Basse-Casamance, dans l'embouchure du fleuve Casamance, au sud de l'île de Karabane. Il fait partie de la communauté rurale de Diembéring, dans l'arrondissement de Cabrousse, le département d'Oussouye et la région de Ziguinchor.

## Histoire
Une rencontre pour une Culture de la paix et de la non-violence s'est tenue à Cachouane le 18 mai 2002.

## Géographie
À vol d'oiseau, les localités les plus proches sont Diembering, Nikine, Carabane, Windaye, Sifoca, Bouyouye et Ehidje.

### Population
Lors du dernier recensement (2002), le village comptait 297 habitants et 41 ménages.
La plupart des habitants sont musulmans, mais on y trouve quelques chrétiens.

### Activités économiques
Cachouane se trouve au bord d'un bolong. C'est une presqu'île qui est accessible aussi bien par la route en passant par Diembéring que par pirogue par Elinkine (30 minutes).
Les fruits de mer, le riz et les plantes médicinales constituent les ressources locales. Le tourisme ouvre également quelques perspectives.
Le village manque d'eau douce en quantité suffisante. Les sols sont menacés par l'érosion et une salinisation progressive, que la construction d'une digue cherche à pallier.
La localité est dotée d'une école primaire, d'une maternité, d'un poste de santé et d'une maison de jeunes, qui abrite une bibliothèque, une salle de danse et une salle de classe pour les enfants de moins de sept ans.